# 林きむ子

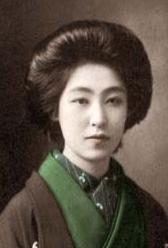
林きむ子

林 きむ子（はやし きむこ、明治17年（1884年）12月1日 - 昭和42年（1967年）2月2日）は、舞踏家、作家、社会運動家、実業家。
大正三美人の1人として数えられる場合もある。戸籍名は「きん」。日本女子美術学校（同校は後に公立学校化され現在の東京都立忍岡高等学校）卒業。日本舞踊協会監事。

## 生涯
林きむ子は、1884年12月1日、東京の柳橋に生まれた。父は狂言浄瑠璃の祖といわれる初代豊竹和国太夫、母は女義太夫の初代竹本素行であった。
きむ子は7歳のときに新橋の料亭「浜の家」の女将・内田はな（花）の養女となり、跡を継ぐように望まれる、9歳で藤間流の藤間久満、11歳で正派西川流の初代西川喜洲、西川流9代目西川扇蔵に師事し西川扇紫を名乗り、三味線、踊り、お茶、お花など、ありとあらゆる芸事を身につけたという。養家｢浜の家｣は頭山満や杉山茂丸が贔屓にし、当時は名の知れた料亭であった。
1901年に星亨の懐刀と言われた代議士・日向輝武と結婚する。霊南坂教会で式を挙げ、新婚旅行は姑同伴、赤坂の日向邸で生活を始め、クリスチャンだった夫とともに教会に通い、1905年からは夫が田端に購入した3000坪の大邸宅（通称「田端御殿」）で暮らしていたが、1914年の大浦事件によって輝武は狂死してしまう。邸宅を処分し、化粧水オーロラの販売を手掛け、製品作りを通じて薬剤師の林柳波と知り合う。
その後、夫が死んで1年以内に6人の子供がいながら、9歳年下の詩人の林柳波と1919年1月に結婚したことは大正スキャンダルとして大きな話題となった。
後に娘の美登里が結核で亡くなる頃に夫の柳波は別の女性との間に子供が生まれて、夫はその女性のところに行き帰ってこなかったが、離婚はしなかった。
1924年に西川流の名を返上し児童舞踊や創作舞踊を中心とした林流を創始し「銀閃会｣を主宰。舞踊譜も創作。「冥府の想思鳥」「仁和寺の法師」などを多数発表。
1966年に勲五等瑞宝章受章。
1967年2月2日に死去、82歳。

## 家族
- 養父・眞島權瓶[7]。異父弟に曾我廼家弁天、藤間林太郎。俳優の藤田まことは藤間林太郎の次男で甥に当たる。
- 夫・日向輝武(1870－1918) - 実業家、政治家。衆議院議員を5期務めた。
  - 長女・知惠（1902年生）[7] - 知恵は後に現在千葉県にある三育学院大学の日本人初代学長を務めたセブンスデー・アドベンチスト教会の牧師・山本治一と結婚した[8]。
  - 長男・春光（1904年生）[7]
  - 二男・清光（1906年生）[7]
  - 二女・なな（1907年生）[7] - 飯守重任の妻[9]。
  - 三女・桃子（1910年生）[7]
  - 四女・林一枝（1913年生、本名・本多龍） - 舞踏家。3歳から初代・西川喜洲について手ほどきをうけ、1924年に母きむ子が林流を創立と同時に、林千代丸の名で林流の後継者として育つ[10]。
- 夫・林柳波 - きむ子とは再婚
  - 五女・美登里
  - 六女・林小枝子 - 放送ライター[11]。NHKのラジオ番組「女子教育史」（1957年）などを制作した[12]。
- 義妹・かう - 前夫の妹。高津仲次郎の養女となり、日向の移民会社のハワイ店支配人を務めた満留善助（鹿児島県出身、東大医学部卒）の妻となった[13][14]。

## 関連書籍
- 森まゆみ『大正美人伝 ― 林きむ子の生涯』文藝春秋〈文春文庫〉、2003年7月（原著2000年）。ISBN 978-4167421038。